# Mauricio Daract
Mauricio Daract (San Luis, 1807 - San Luis, septiembre de 1887) fue un comerciante y político argentino, que se desempeñó como diputado nacional y gobernador delegado de la provincia de San Luis durante la segunda mitad del siglo XIX. Era familiar de los exgobernadores Justo Daract (hermano), Juan Barbeito (suegro) y Juan Daract (hijo).

## Biografía
Su padre fue un inmigrante francés que arribó al Río de la Plata. Su hermano, Justo Daract, sería tres veces gobernador. En su juventud vivió en España y Cuba, dedicado al comercio.
Regresó a Buenos Aires alrededor de 1840, pero pronto emigró a Montevideo, por sus vínculos con los unitarios y la escuadra de Francia. Participó en la defensa de la ciudad contra el Sitio de Montevideo.
Volvió a San Luis después de la batalla de Caseros, y fue elegido diputado provincial. En diciembre de 1852, el gobernador Pablo Lucero lo nombró gobernador delegado, cargo que ocupó por casi un año y medio. En ese puesto festejó el primer aniversario de Caseros, ordenó jurar la Constitución Nacional, y contribuyó a la formación del ejército federal que participó en el Sitio de Buenos Aires.
Cuando en mayo de 1854 reasumió el mando el general Lucero, lo nombró presidente de la Administración de Hacienda, cargo que equivalía al de ministro de hacienda. Poco después fue diputado nacional, hasta la caída del gobierno de la Confederación Argentina.
En 1862, tras la segunda renuncia de su hermano, fue elegido gobernador su cuñado Juan Barbeito. A las pocas semanas, fue atacado por las montoneras del Chacho Peñaloza. Mauricio Daract tomó el mando de las tropas provinciales y defendió la capital, que fue sitiada varios días por los federales. Si bien logró rechazar el ataque más duro, la situación terminó con un tratado de paz entre el Chacho y Barbeito, ya que  los puntanos ya no podrían resistir otro ataque, y el Chacho – a su vez – necesitaba imperiosamente alimentos para su gente.
Fue senador nacional por dos períodos, entre 1862 y 1874. Promovió la instalación del Colegio Nacional de San Luis. Fue presidente de la comisión de lucha contra el cólera y autor de un proyecto que proponía llevar la línea de fronteras al río Negro, que no tuvo aplicación práctica por el momento. Redactó el periódico La Actualidad, oficialista y que apoyaba el tercer gobierno de su hermano Justo, el primero en publicarse en San Luis.
Apoyó tibiamente la revolución de 1874, cuyo jefe en Cuyo fue el general José Miguel Arredondo, y la derrota lo obligó a alejarse de la política por una década. En 1885 fue presidente del Superior Tribunal de Justicia de su provincia, a pesar de que no era abogado.
Falleció en San Luis en septiembre de 1887.
Su hijo mayor, también llamado Mauricio, fue diputado nacional y miembro de la Suprema Corte de Justicia de la Nación entre 1901 y 1914.